# Bezirksliga Mittelschlesien 1933/34
Die Bezirksliga Mittelschlesien 1933/34 war die erste Spielzeit der Bezirksliga Mittelschlesien. Sie diente, neben der Bezirksliga Niederschlesien 1933/34 und der Bezirksliga Oberschlesien 1933/34 als eine von drei zweitklassigen Bezirksligen als Unterbau der Gauliga Schlesien. Der Meister der drei Bezirksklassen qualifizierten sich für eine Aufstiegsrunde, in der zwei Aufsteiger zur Gauliga ausgespielt wurden.
Die Bezirksliga Mittelschlesien wurde in dieser Saison in einer Gruppe mit zwölf Mannschaften im Rundenturnier mit Hin- und Rückspiel ausgetragen. Am Ende setzte sich der Polizei SV Breslau durch und qualifizierte sich dadurch für die  Aufstiegsrunde zur Gauliga Schlesien 1934/35, bei der die Breslauer jedoch an dem SC Schlesien Haynau und der SpVgg Deichsel Hindenburg scheiterten und somit nicht in die Gauliga aufstiegen.

## Teilnehmer

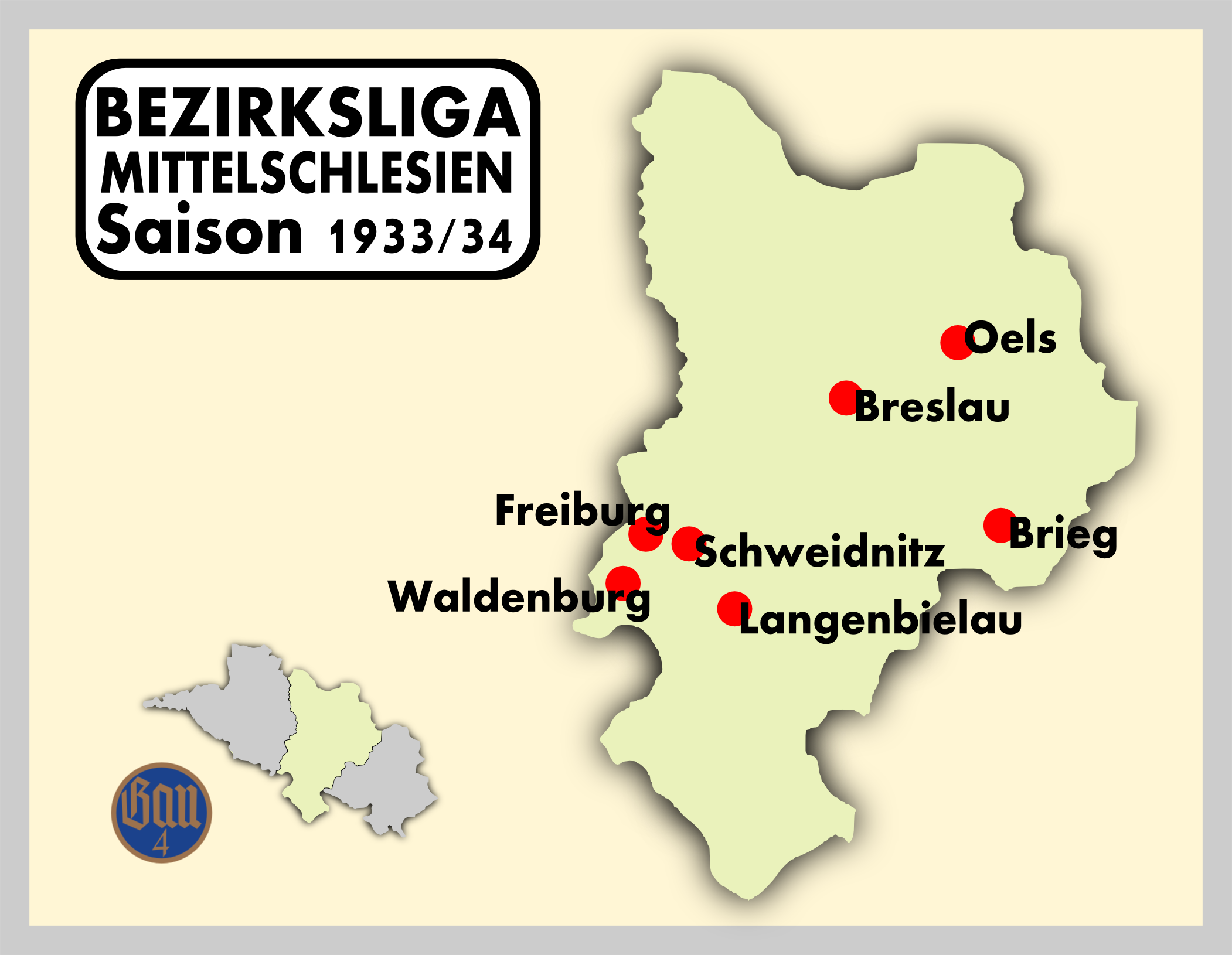
Spielorte der Bezirksliga Mittelschlesien 1933/34.

Für die erste Austragung der Bezirksliga Mittelschlesien qualifizierten sich folgende Mannschaften:
- Platz 6 – 8 aus der Bezirksklasse Breslau 1932/33:
  - VfB Breslau
  - VSV Union Wacker Breslau
  - SC Alemannia Breslau

- die drei besten Vereine aus der B-Klasse Breslau 1932/33:
  - Polizei SV Breslau
  - VfR Schlesien 1897 Breslau (Fusion aus VfR 1897 Breslau und SC Schlesien Breslau)
  - SpVgg Germania Breslau

- der beiden Finalisten der Provinzmeisterschaft Mittelschlesien 1932/33:
  - SC Brega 09 Brieg
  - STC 1892 Oels (Fusion aus SSC 1901 Oels, VfR Oels und TSVgg Jahn Oels)

- die zwei besten Vereine aus der Gruppe Bergland Ost der Bezirksklasse Bergland 1932/33:
  - VfB Preußen Langenbielau (Fusion aus VfB Langenbielau und SC Preußen Langenbielau)
  - DSV Schweidnitz (Fusion aus SV Preußen Schweidnitz und VfR 1915 Schweidnitz)

- die zwei besten Vereine aus der Gruppe Bergland West der Bezirksklasse Bergland 1932/33:
  - Waldenburger SV 1909
  - SV Silesia Freiburg

## Abschlusstabelle
| Pl. | Verein                     | Sp. | S  | U | N  | Tore    | Quote | Punkte |
| --- | -------------------------- | --- | -- | - | -- | ------- | ----- | ------ |
| 1.  | Polizei SV Breslau         | 22  | 16 | 3 | 3  | 081:400 | 2,03  | 35:90  |
| 2.  | VfB Breslau                | 22  | 15 | 4 | 3  | 081:330 | 2,45  | 34:10  |
| 3.  | DSV Schweidnitz            | 22  | 15 | 2 | 5  | 079:360 | 2,19  | 32:12  |
| 4.  | VfB Preußen Langenbielau   | 22  | 12 | 4 | 6  | 060:500 | 1,20  | 28:16  |
| 5.  | SC Alemannia Breslau       | 22  | 10 | 6 | 6  | 054:360 | 1,50  | 26:18  |
| 6.  | SC Brega 09 Brieg          | 22  | 10 | 3 | 9  | 049:510 | 0,96  | 23:21  |
| 7.  | VfR Schlesien 1897 Breslau | 22  | 7  | 2 | 13 | 057:670 | 0,85  | 16:28  |
| 8.  | Waldenburger SV 1909       | 22  | 6  | 3 | 13 | 069:740 | 0,93  | 15:29  |
| 9.  | STC 1892 Oels              | 22  | 5  | 5 | 12 | 041:700 | 0,59  | 15:29  |
| 10. | SpVgg Germania Breslau     | 22  | 6  | 3 | 13 | 038:710 | 0,54  | 15:29  |
| 11. | SV Silesia Freiburg        | 22  | 5  | 3 | 14 | 050:980 | 0,51  | 13:31  |
| 12. | VSV Union Wacker Breslau   | 22  | 5  | 2 | 15 | 046:790 | 0,58  | 12:32  |

## Aufstiegsrunde
In der Aufstiegsrunde spielten die einzelnen Gewinner der 1. Kreisklassen um die beiden Aufstiegsplätze zur Bezirksliga Mittelschlesien 1934/35.
 Vorrunde
| Datum        |                        | Ergebnis |                                        | Ort         |
| ------------ | ---------------------- | -------- | -------------------------------------- | ----------- |
| 27. Mai 1934 | SC Preußen Namslau     | 1:8      | Breslauer SpVgg 02 II                  | Namslau     |
| 27. Mai 1934 | SV Trachenberg         | 3:4      | Vereinigte Sportfreunde Preußen Wohlau | Trachenberg |
| 27. Mai 1934 | RSV Hertha Münsterberg | 4:0      | Reichsbahn SV Schlesien Brieg          | Münsterberg |
| 27. Mai 1934 | SpVgg Reichenbach 08   | 4:1      | SV Preußen Waldenburg-Altwasser        | Reichenbach |

Endspiele
| Datum         |                                        | Ergebnis |                       | Ort      |
| ------------- | -------------------------------------- | -------- | --------------------- | -------- |
| 10. Juni 1934 | Vereinigte Sportfreunde Preußen Wohlau | 1:4      | Breslauer SpVgg 02 II | Wohlau   |
| 24. Juni 1934 | RSV Hertha Münsterberg                 | 3:1      | SpVgg Reichenbach 08  | Strehlen |

Damit stiegen die zweite Mannschaft der Breslauer SpVgg 02, sowie der RSV Hertha Münsterberg in die Bezirksliga Mittelschlesien auf.